# Monostiolum
Monostiolum is een geslacht van weekdieren uit de klasse van de Gastropoda (slakken).

## Soorten
- Monostiolum atlanticum (Coelho, Matthews & Cardoso, 1970)
- Monostiolum auratum Watters & Finlay, 1989
- Monostiolum crebristriatus (Carpenter, 1856)
- Monostiolum fumosum Watters, 2009
- Monostiolum harryleei García, 2006
- Monostiolum nigricostatum (Reeve, 1846)
- Monostiolum nocturnum Watters, 2009
- Monostiolum pictum (Reeve, 1844)
- Monostiolum rosewateri Watters & Finlay, 1989
- Monostiolum simonei Watters, 2016
- Monostiolum tessellatum (Reeve, 1844)
- Monostiolum weberi (Watters, 1983)